# Christian Schwartz
Christian Schwartz, né le 30 décembre 1977 à Concord (New Hampshire), est un créateur de caractères américain.
Christian Schwartz n'a que 14 ans quand il publie sa première police, Flywheel, en 1992,,. En 1999, il obtient son diplôme de Communication Design de l'Université Carnegie-Mellon. Il est concepteur de polices chez Meta-Design Berlin pendant trois mois (polices pour Volkswagen). En 2000, il intègre l'équipe de Font Bureau à New York. Il fonde Orange Italic avec le graphiste Dino Sanchez, de Chicago. En août 2001, il quitte Font Bureau pour s'établir comme graphiste indépendant dans la région de New York, tout en continuant à travailler avec le cofondateur de Font Bureau, Roger Black. Il fonde ensuite Schwartzco Inc.
En 2006, il est désigné par le New York Times Magazine comme l'un des créateurs de caractères les plus influents (aux côtés de Matthew Carter, Tobias Frere-Jones et Jonathan Hoefler).
En 2007, il fonde l'entreprise Commercial Type avec Paul Barnes, avec lequel il collabore depuis 2005.
Christian Schwartz a créé des polices commerciales pour les fonderies Emigre, FontShop, House Industries, ainsi que des polices propriétaires pour diverses sociétés (Bosch, Deutsche Bahn) et publications (Esquire américain, Guardian Egyptian pour The Guardian avec Paul Barnes).

## Créations
- Amplitude, 2003
- Atlas, 1993
- FF Bau, 2002
- Bosch, 2004 (avec Erik Spiekermann)
- Deutsche Bahn, 2005 (avec Erik Spiekermann)
- Eero, 2003 (d'après Eero Saarinen)
- Elroy, 1993
- Farnham, 2004
- Flywheel, 1992 (sa première police, publiée à l'âge de 14 ans)[2]
- Fritz, 1997
- Guardian Egyptian, 2004 (avec Paul Barnes)
- Hairspray, 1994
- Harrison, 2002
- Houston, 2003
- Casa Latino!, 1999
- Local Gothic, 2006
- Los Feliz, 2001
- Luxury, 2006 (avec Dino Sanchez)
- FF Meta Headline, 2006 (avec Erik Spiekermann et Joshua Darden)
- Morticia, 1995
- Neutraface, 2002
- FF Oxide, 2005
- Pennsylvania, 2000
- Popular, 2004
- Simian, 2001
- Stag, 2005
- Symantec, 2003 (avec Conor Mangat)
- FF Unit, 2003 (avec Erik Spiekermann)

## Récompenses
Christian Schwartz a été distingué par de nombreuses autorités du design et de la typographie :
- New York Type Directors Club
- Cooper Hewitt National Design Museum
- Design Museum (Londres)
- D&AD (Londres), Black Pencil (2006)
- Médaille d'or du Rat für Formgebung, conseil pour le design allemand, pour son travail avec Erik Spiekermann pour les chemins de fer allemands[1] (2007)
- Le Prix Charles Peignot (2007), décerné par l'Association typographique internationale (ATypI)[1].

## Sources
1. 1 2 3 4  (en-US) « Prix Charles Peignot », sur ATypI (consulté le 11 mai 2023)
2. 1 2 3  « Reputations: Commercial Type », Eye Magazine,‎ 2012 (lire en ligne)
3. ↑  « Schwartzco Inc. », sur www.christianschwartz.com (consulté le 11 mai 2023)
4. ↑  (en) Alice Rawsthorn, « About Typeface », The New York Times Magazine,‎ 26 février 2006 (lire en ligne )

- (en) Site officiel de l'ATypI: Prix Charles Peignot
- (en) « Christian Schwartz », sur FontShop.com (consulté le 13 mai 2015)